# فرقة كيمبف المدرعة
فرقة كيمبف المدرعة (بالألمانية:Panzer-Division Kempf) أو الوحدة المدرعة لبروسيا الشرقية (بالألمانية:Panzerverband Ostpreußen) هي فرقة بانزر ألمانية يقع مقرها في بروسيا الشرقية تم تشكيلها في أغسطس عام 1939 من أجل الحملة العسكرية على بولند خلال الحرب العالمية الثانية، عرفت الفرقة باسم فرقة كيمبف نسبة إلى قائدها فيرنر كيمبف، ولم يجاوز حجمها عن نصف ما لدى فرق البانزر الألمانية الأخرى حيث بلغ عدد الدبابات في الفرقة نحو 164 دبابة.
تم تشكيل الفرقة خلال الفترة التي سبقت الهجوم الألماني على بولندا، وقد تألفت الفرقة من فوج مدرع وفوج مشاة آلي إضافة إلى الوحدات الأخرى، ألحقت الفرقة بمجوعة الجيش الشمالية ضمن الجيش الألماني الثالث تحت قيادة الفيلق الأول، بعد انتهاء الحملة البولندية تم حل الفرقة ودمج وحداتها مع باقي الفرق الألمانية.